# Roland Niczuly
Roland Csaba Niczuly (sinh ngày 21 tháng 9 năm 1995) là một cầu thủ bóng đá người România thi đấu cho Sepsi Sfântu Gheorghe ở vị trí thủ môn.